# Kokis

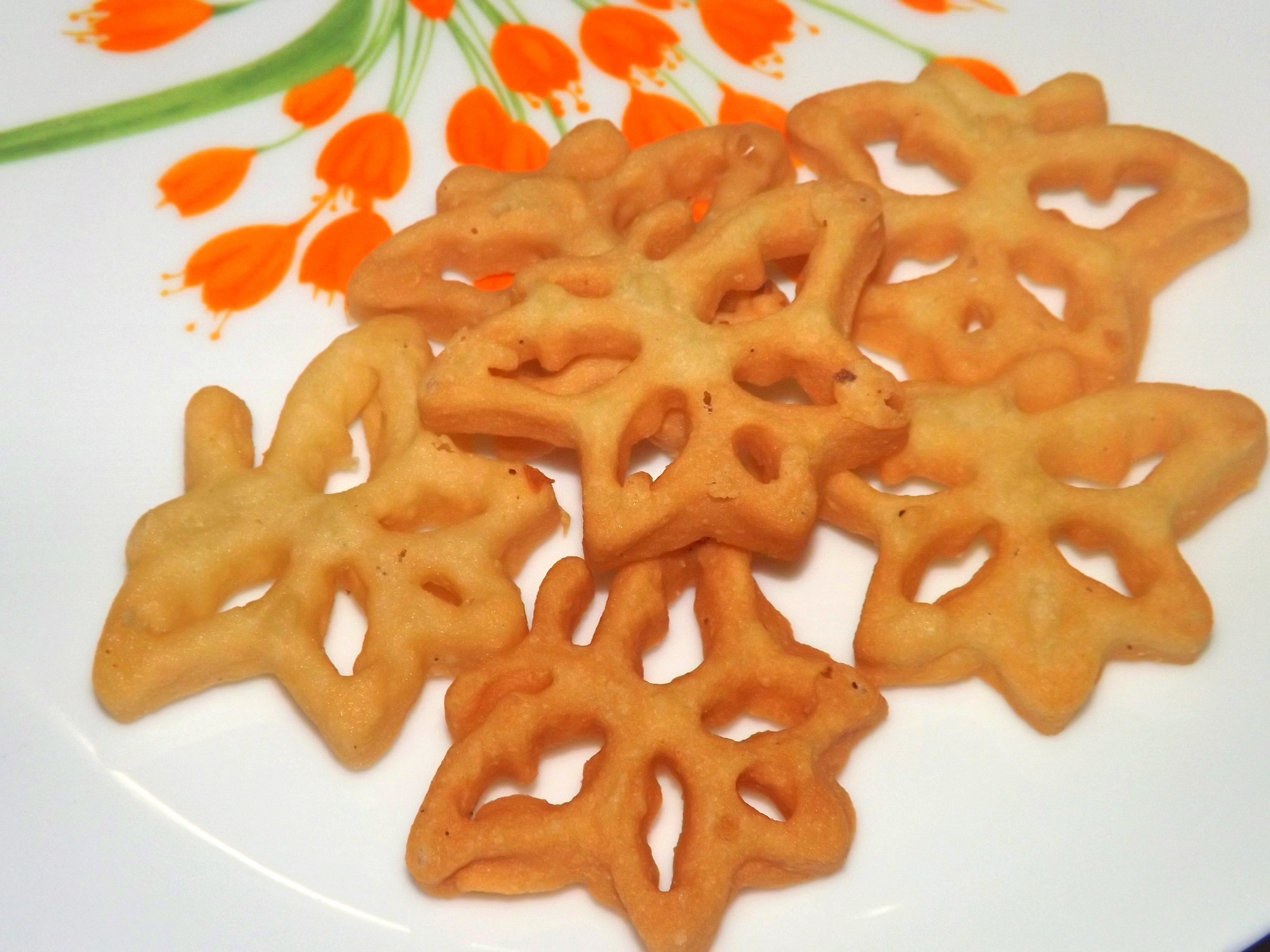
Kokis na forma de borboletas

Kokis são uns doces fritos, típicos do Sri Lanka, onde são especialmente servidos durante o Ano Novo cingalês e tamil, mas também noutras ocasiões festivas. 
São preparados misturando farinha, tradicionalmente de arroz, com ovos e leite de coco e, por vezes, com temperos, fritando a mistura com uma forma metálica, normalmente recordando uma flor, que se mergulha no óleo quente e depois na massa, tendo o cuidado de não a mergulhar completamente, para permitir soltar os kokis, depois de fritos. Este doce fica muito parecido com a filhós de forma da culinária de Portugal.
De acordo com esta receita, os kokis, depois de secos e frios, são guardados num recipiente fechado, mas normalmente são servidos com mel ou algum xarope, ou ainda açúcar.